# Salpichroa micrantha
Salpichroa micrantha är en potatisväxtart som beskrevs av Raymond Benoist. Salpichroa micrantha ingår i släktet Salpichroa och familjen potatisväxter. Inga underarter finns listade i Catalogue of Life.